# Canton d'Asfeld
Le canton d'Asfeld est une ancienne division administrative française située dans le département des Ardennes et la région Champagne-Ardenne.

## Géographie
Ce canton était organisé autour d'Asfeld dans l'arrondissement de Rethel. Son altitude moyenne était de 71 m.

## Représentation

### conseillers généraux
| Période | Période          | Identité                                                        | Étiquette    | Qualité |
| ------- | ---------------- | --------------------------------------------------------------- | ------------ | --- |
| 1833    | 1853 (décès)     | Jean Nicolas Prillieux-Souef puis Prillieux-Amstein (1797-1853) |              | Cultivateur, maire de Villers-devant-le-Thour |
| 1853    | 1871             | Jean-Louis Vincent Saint-Denis (1820-1884)                      |              | Notaire - Maire de Gomont |
| 1871    | 1876 (démission) | Simon Maximilien Genteur                                        | Bonapartiste | Secrétaire général du Ministère de l'Instruction publique Membre du Conseil d'État Ancien maire d'Orléans (1854-1856) Propriétaire à Saint-Germainmont et à Paris |
| 1876    | 1886             | Amédée Descubes Saint-Dézir                                     | Droite       | Maire d'Asfeld |
| 1886    | 1910             | Charles Mérieux                                                 | Rad.         | Médecin puis rentier à Asfeld |
| 1910    | 1919             | François Gobreau-Dupuis                                         | Rad.         | Cultivateur à Asfeld |
| 1919    | 1934             | Marcel Braibant                                                 | Rad.ind.     | Maire d'Herpy-l'Arlésienne |
| 1934    | 1938 (décès)     | Alfred Massonnet                                                | FR           | Maire d'Asfeld (1928-1938) |
| 1939    | 1940             | André Charlier (1885-1987)                                      | PSF          | Agriculteur Maire de Gomont Nommé conseiller départemental en 1943                                                                                                |
|         |                  |                                                                 |              | |
| 1945    | 1951             | André Charlier                                                  | DVD          | Agriculteur Maire de Gomont |
| 1951    | 1976             | André Landes                                                    | MRP puis CD  | Médecin - Maire d'Asfeld |
| 1976    | 2001             | Claude Brévot                                                   | DVD          | Maire-adjoint d'Asfeld jusqu'en 1995 |
| 2001    | 2015             | Mireille Gatinois                                               | DVD puis UMP | Maire de Sault-Saint-Remy jusqu'en 2014 |

### Conseillers d'arrondissement
Le canton d'Asfeld avait deux conseillers d'arrondissement.
| Période | Période | Identité                              | Étiquette | Qualité |
| ------- | ------- | ------------------------------------- | --------- | --- |
| 1833    | 1839    | Louis Benoit Routhier                 |           | Maire d'Asfeld                                                                                              |
| 1839    | 1843    | M. Bouvry                             |           | Propriétaire, cultivateur à Houdilcourt                                                                     |
| 1843    | 1845    | Jean-Louis Vincent Saint-Denis        |           | Notaire à Gomont                                                                                            |
| 1845    | 1848    | Jean-Baptiste Adolphe Berthélemy      |           | Notaire, maire d'Asfeld                                                                                     |
| 1848    | 1852    | Etienne François Marchand (1809-1894) |           | Propriétaire et cultivateur à Vieux-lès-Asfeld                                                              |
| 1852    | 1853    | Jean-Louis Vincent Saint-Denis        |           | Notaire à Gomont                                                                                            |
| 1853    | 1870    | M. Oudin                              |           | Cultivateur, adjoint au maire de Villers-devant-le-Thour                                                    |
| 1870    | 1884    | Isidore Payer                         |           | Maire de Houdilcourt                                                                                        |
| 1884    | 1886    | Charles Mérieux                       |           | Docteur en médecine à Asfeld                                                                                |
| 1886    | 1910    | François Gobréau-Dupuis               | Radical   | Cultivateur à Asfeld                                                                                        |
| 1892    | 1919    | François-Ernest Briois                |           | Cultivateur, maire d'Asfeld                                                                                 |
| 1910    | 1931    | Donat-Henri Destremont                |           | Cultivateur, conseiller municipal puis maire de Le Thour                                                    |
| 1919    | 1934    | Alfred Massonnet                      | FR        | Greffier de paix, adjoint au maire d'Asfeld                                                                 |
| 1931    | 1939    | André Charlier                        | Droite    | Cultivateur, maire de Gomont                                                                                |
| 1934    | 1940    | Camille Henry                         | Droite    | Cultivateur à Aire                                                                                          |
| 1940    |         |                                       |           | Les conseils d'arrondissement ont été suspendus par la loi du 12 octobre 1940 et n'ont jamais été réactivés |

## Composition
Le canton d'Asfeld regroupait dix-huit communes et comptait 5 173 habitants (recensement de 1999 sans doubles comptes).
| Nom                     | Code Insee | Intercommunalité     | Population (dernière pop. légale) |
| ----------------------- | ---------- | -------------------- | --------------------------------- |
| Asfeld (chef-lieu)      | 08024      | CC du Pays Rethélois | 1 118 (2014)                      |
| Aire                    | 08004      | CC du Pays Rethélois | 217 (2014)                        |
| Avaux                   | 08039      | CC du Pays Rethélois | 447 (2014)                        |
| Balham                  | 08044      | CC du Pays Rethélois | 111 (2014)                        |
| Bergnicourt             | 08060      | CC du Pays Rethélois | 276 (2014)                        |
| Blanzy-la-Salonnaise    | 08070      | CC du Pays Rethélois | 335 (2014)                        |
| Brienne-sur-Aisne       | 08084      | CC du Pays Rethélois | 206 (2014)                        |
| L'Écaille               | 08148      | CC du Pays Rethélois | 251 (2014)                        |
| Gomont                  | 08195      | CC du Pays Rethélois | 346 (2014)                        |
| Houdilcourt             | 08229      | CC du Pays Rethélois | 150 (2014)                        |
| Poilcourt-Sydney        | 08340      | CC du Pays Rethélois | 179 (2014)                        |
| Roizy                   | 08368      | CC du Pays Rethélois | 222 (2014)                        |
| Saint-Germainmont       | 08381      | CC du Pays Rethélois | 835 (2014)                        |
| Saint-Remy-le-Petit     | 08397      | CC du Pays Rethélois | 49 (2014)                         |
| Sault-Saint-Remy        | 08404      | CC du Pays Rethélois | 183 (2014)                        |
| Le Thour                | 08451      | CC du Pays Rethélois | 393 (2014)                        |
| Vieux-lès-Asfeld        | 08473      | CC du Pays Rethélois | 328 (2014)                        |
| Villers-devant-le-Thour | 08476      | CC du Pays Rethélois | 413 (2014)                        |

## Démographie
| 1962  | 1968  | 1975  | 1982  | 1990  | 1999  | 2006  | 2011  | 2012  |
| ----- | ----- | ----- | ----- | ----- | ----- | ----- | ----- | ----- |
| 5 554 | 5 242 | 4 980 | 4 947 | 5 279 | 5 173 | 5 379 | 5 820 | 5 913 |